# Colegiata de Santa María (Gandía)
La colegiata de Santa María de Gandía, oficialmente Insigne Colegiata de Gandía es una iglesia colegial católica en funcionamiento ubicado en el centro histórico de la mencionada ciudad. Popularmente se la conoce como la Seu en valenciano. Su estilo arquitectónico es el gótico valenciano.

## Historia

### Orígenes
La iglesia parroquial de Gandía ostentó la titularidad de Santa María de la Asunción desde sus orígenes -hacia 1245-, a raíz de la conquista del Castillo de Bayrén por Jaime I.

### Ampliación
A finales del siglo XIV el señor territorial -luego duque-, Alfonso de Aragón el Viejo, inicia la construcción de un gran templo. Es por estas fechas cuando Pedro y Johan Lobet cincelan con piedra de Cotalba (a 30 florines la pieza) las esculturas del Apostolado, destinadas en un principio a ornamentar el frontispicio de la fachada de poniente.
En 1417 se reinicia un nuevo proyecto de templo, en tiempos del hijo y sucesor en el ducado, Alfonso el Joven, aunque con su muerte -en 1422- quedó abandonado el proyecto, justamente en su mitad. De esta época data la bellísima portada gótica de Santa María, obra de Johan Franch. El proyecto -inconcluso- lo reemprendió, a finales del siglo XV, Dª María Enríquez de Luna -viuda tanto de Pedro Luis de Borja, I duque de Gandía, como de su hermano Juan de Borja y Cattanei, II duque de Gandía, asesinado en Roma, 1497-, consigue del Papa Alejandro VI la bula para erigir la parroquia de Santa María de la Asunción en iglesia "colegiada", solicitud que se vería complacida el 26 de octubre de 1499.

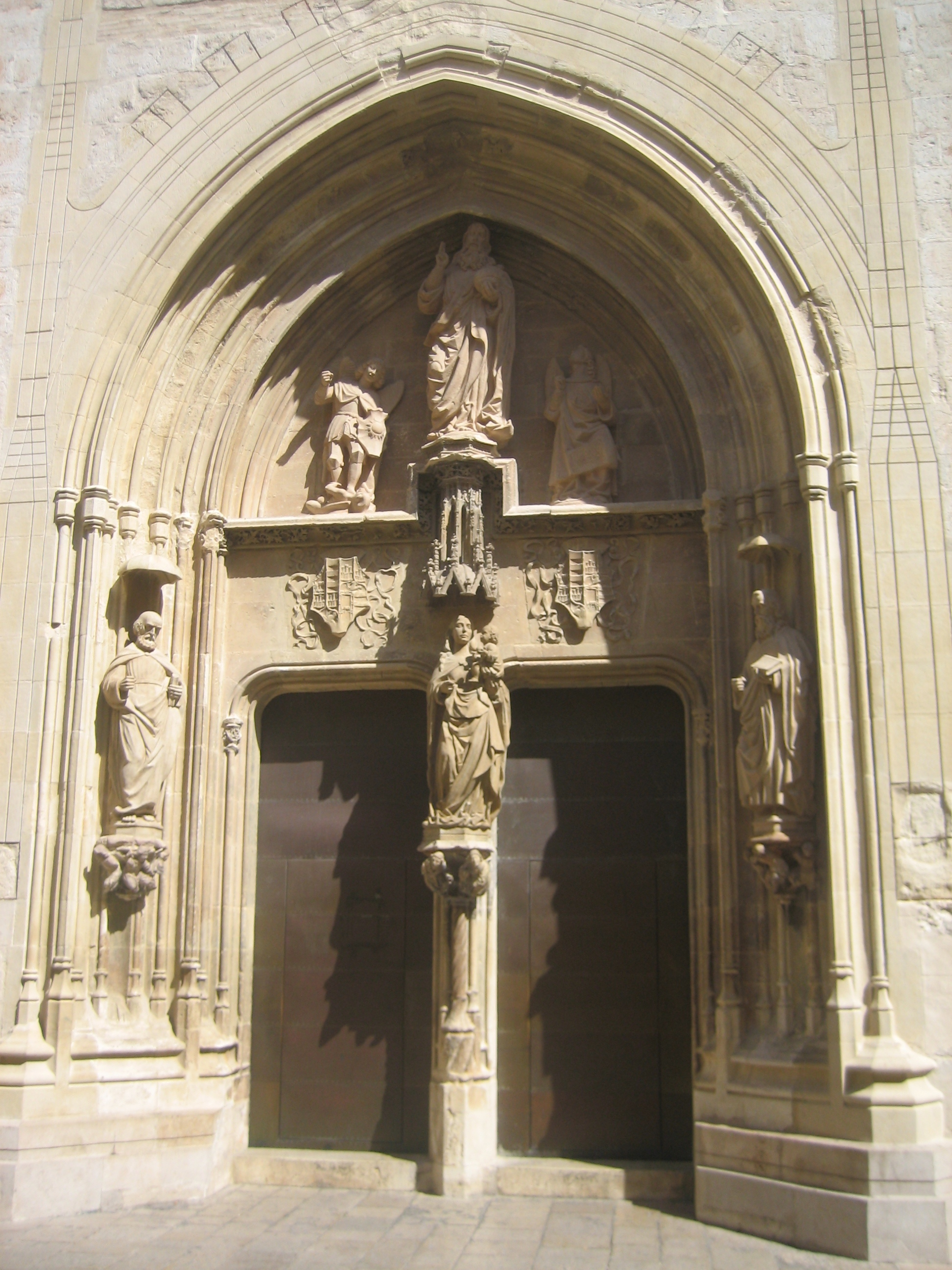
Puerta de los Apóstoles

Tal honor exigía la reanudación del templo, que quedaba concluido -con arreglo al viejo proyecto- en 1500 y se completaba con una hermosa fachada imafronte, la Puerta de los Apóstoles, de transición ya entre el estilo gótico y el renacentista, obra de los Forment. Entre tanto Paolo da San Leocadio pintaba las hermosísimas tablas del "Retablo de los Siete Gozos" y las ensamblaba en un maderamen gótico ejecutado por Damià Forment, quien a su vez colocaba -presidiendo dicho retablo- una bellísima talla policromada de Santa María.

### Edad Moderna
El templo y su torre campanario fueron víctimas de los terremotos en ocasiones diversas (particularmente a finales del siglo XVI) y sufrieron frecuentes reformas a lo largo de los siglos. En el último tercio del XVIII se intentó transformar todo el interior, siguiendo las normas del más puro estilo clasicista, pero -afortunadamente y por causas así de índole arquitectónica como económica- el proyecto de reconversión al nuevo estilo no se llevó a efecto y la iglesia siguió ostentando el diseño original, su estilo natural y propio, el gótico.
En 1836, como consecuencia de la Desamortización, fue confiscado el patrimonio colegial y el templo funcionó como simple iglesia parroquial. Su reinstauración como colegiata no se produciría hasta junio de 1911. El 6 de junio de 1931 sería declarado el templo Monumento Histórico Nacional.

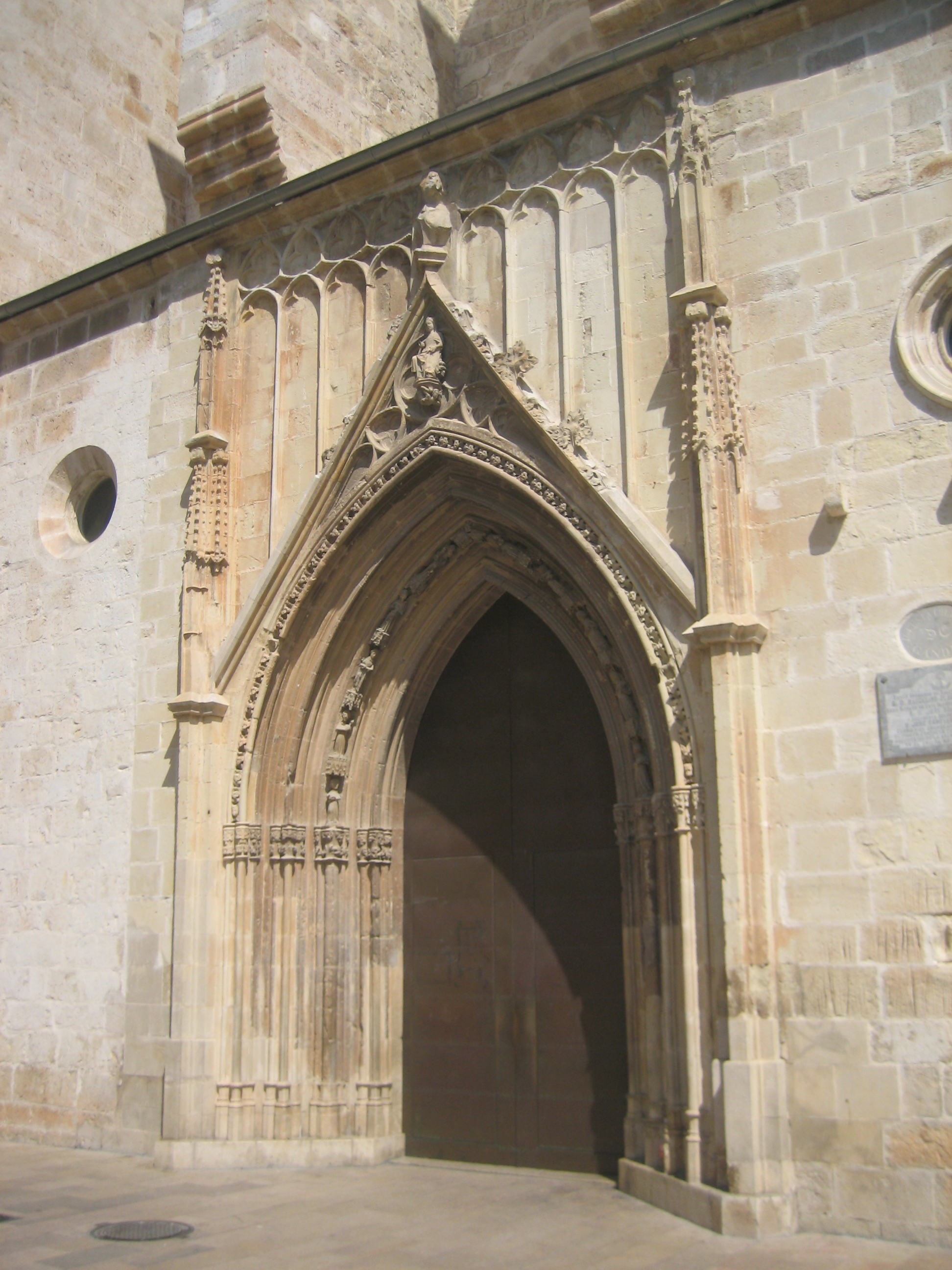
Puerta de Santa María

### SigloXX
El 2 de agosto de 1936, al poco del inicio de la Guerra Civil, la colegiata fue incendiada y sus retablos e imágenes reducidos a pavesas.
Tras nueve años de inactividad, en 1945 se abrió de nuevo al culto y, una vez restablecidas las relaciones entre la Iglesia y el Estado -por el nuevo Concordato de 1953-, adoptaba un régimen de tutela compartida (Patronato-Prelado). El 7 de marzo de 1965, suprimido el patronato y extinguido el antiguo cabildo, la colegiata quedaba acogida al régimen jurídico del derecho común.

## Tesoro artístico perdido
La colegiata gandiense albergaba un inmenso tesoro, fruto de múltiples donaciones a través de los siglos. En la Exposición Internacional de Barcelona de los años 1929-1930 fueron exhibidas hasta 19 piezas de los fondos del tesoro artístico, algunas, verdaderas joyas de orfebrería, como la Custodia renacentista labrada en 1548 por el orfebre fray Antonio Sancho de Benevento para el cercano Monasterio de San Jerónimo de Cotalba y que, escapando a la confiscación desamortizadora, vino a parar a la colegiata. Pero había otras muchas obras de arte: cruces procesionales, cálices, custodias, relicarios, lámparas, ornamentos litúrgicos..., por no hablar de retablos, tallas, lienzos..., del riquísimo archivo general o del archivo coral.
Poco queda de todo aquel inmenso tesoro; lo más relevante siete de las esculturas de los Lobet (finales del s. XIV), cuatro en el Museo Nacional de Arte de Cataluña: (San Pablo, y los evangelistas San Mateo, San Lucas y San Juan); y otras tres en el Kunstindustriemuseum de Copenhague: (San Pedro, Santiago el Mayor y San Bartolomé). Del archivo musical se salvó el famoso Cancionero, actualmente en la Biblioteca de Cataluña.

## Obras de restauración
En el verano de 1999, y promovido por el colectivo Amics de la Seu, se inició un significativo proyecto de restauración, con cargo a la Dirección General del Patrimonio de la Generalidad Valenciana, y que, comenzando por la cubierta -en estado muy deficiente-, se extendió al muro norte y a la zona cercana a la torre-campanario.
Con subvención del Ayuntamiento de Gandía y donaciones de particulares se llevó a cabo la restauración de las capillas laterales, y con fondos de la Excma. Diputación de Valencia, la fachada y puerta de los Apóstoles (la réplica del conjunto escultórico de otro tiempo fue ejecutada por los escultores José Esteve Edo y Ricardo Rico). 
Implicadas en el empeño restaurador se vieron también algunas entidades privadas, como la Obra Social de BANCAJA o + Visión, que orientaron su colaboración hacia la recuperación de algunas capillas particulares.
Son metas parciales del plan director la restauración de la bóveda completa y muros del cuerpo superior, por una parte, y por otra el sistema de óculos, la torre campanario y el ábside. De cara a un futuro cercano está prevista la construcción de una capilla que centraría la atención del culto y permitiría reservar la colegiata y algunas de sus dependencias -en determinadas horas- para espacio museístico.

## El campanario
Torre primitiva gótica construida a finales del s. XIV. Reconstruido en 1776 bajo la dirección del monje Onofre Trotonda, por un terremoto en 1723 que le hizo bastante daño.
Se sitúa en la fachada norte de la fachada de la colegiata. Originalmente se cree que el campanario estuvo exento del edificio y en fechas posteriores de su reconstrucción fue adosado al edificio. De planta cuadrada, mide unos 48,50 metros de altura aproximadamente. Dispone de cuatro cuerpos. El primero está construido con adoquines y sillares de piedra; fechado de finales de s. XIII y principios del s. XIV. Es el único resto de la primera torre primitiva. Prueba de ello son los ventanales de medio punto cegados que se pueden apreciar desde su interior. En el exterior, por la cara oeste, solo queda una mitad de un ventanal abierto. El segundo cuerpo está construido con ladrillo revestido. Dispone de cuatro ventanales con arcos de medio punto, destinados a albergar las campanas litúrgicas más grandes. Hay pilastras toscanas adosadas al muro, con una decoración de triglifos en la metopa. El tercer cuerpo tiene cuatro ventanales de medio punto para las campanas menores. Encima encontramos cuatro óculos (uno por cada cara) para albergar las esferas del reloj. Finalmente, la torre se remata por un pequeño cupulín (cuarto cuerpo) destinado a las campanas horarias. La veleta tiene el escudo municipal de Gandia.
Las campanas
Se distinguen por estar dispuestas en varios cuerpos de la torre según su función. Las litúrgicas se disponen entre el segundo y tercer cuerpo, mientras que las del reloj se ubican en el cuarto.

### El reloj
El campanario posee un reloj que todavía sigue en uso. En el interior del campanario todavía se conserva su maquinaria. 
Véase también:
- Monasterio de San Jerónimo de Cotalba
- Palacio Ducal de Gandía
- Ruta de los Borja
- Ruta dels clàssics valencians
- Portal:Comunidad Valenciana. Contenido relacionado con Comunidad Valenciana.
- Portal:Arquitectura. Contenido relacionado con Arquitectura.